# Борис (Холчев)
Архимандрит Борис (в миру Борис Васильевич Холчев; 20 июня 1895, Орёл — 11 ноября 1971, Ташкент) — архимандрит Русской православной церкви.

## Образование
Окончил Орловскую гимназию с золотой медалью (1913) и факультет общественных наук Московского университета (1920).

## Учёный-психолог
В 1920—1922 годы преподавал в Орловском педагогическом институте, читал лекции по психологии и логике. В 1922 году был впервые арестован в ходе кампании за изъятие церковных ценностей, но вскоре освобождён за отсутствием улик. Вернулся в Москву, где работал в созданном профессором Г. И. Челпановым Первом вспомогательном психологическом институте для умственно отсталых детей, занимался научной работой в области экспериментальной психологии.

## Священнослужитель
С 1916 года был учеником оптинского старца Нектария, постоянно посещал московский храм св. Николая в Кленниках, исповедовался у настоятеля этого храма о. Алексия Мечёва, позднее его духовным отцом стал о. Сергий Мечёв. Его другом и также прихожанином храма был врач Сергей Никитин, позднее епископ Стефан.
По благословению старца Нектария в 1927 году отказался от защиты кандидатской работы и 21 апреля этого же года архиепископом Бийским Иннокентием в храме Святителя Николая в селе Котельники был рукоположён в диакона к храму святителя Николая в Клённиках. С 21 июля 1928 — священник храма св. Николая в Кленниках (рукоположён епископом Серпуховским Арсением), друг, помощник и сотаинник будущего сщмч. Сергия Мечева.
16 февраля 1931 года был арестован и осуждён на пять лет лишения свободы как организатор «антисоветской организации, состоящей из лиц религиозного культа». Срок отбывал сначала на стройке в районе Красновишерска, затем работал в свиноводческом хозяйстве в лагере в городе Юрге Кемеровской области.
В 1935 году освобождён и вернулся в Орёл. В 1938 году был вынужден переехать в Рыбинск, где прожил 10 лет.
В 1941 году о. Сергий Мечёв, предчувствуя свою близкую гибель, возложил на него заботу о своих духовных чадах. С о. Сергием о. Борис встречался тайно, в окрестностях Рыбинска. Служил Литургию отец Борис дома, окормлял близких и верных духовных детей. К нему приезжали прихожане закрытого в 1932 году храма Святителя Николая в Клённиках — духовные чада о. Сергия Мечева.

### Служение в Ташкентской епархии
После войны признал легитимность Московской Патриархии и получил возможность священствовать в Средней Азии под началом владыки Гурия (Егорова).
С 1949 — настоятель храма преп. Сергия Радонежского в Фергане. В 1953 году, когда епархию возглавил владыка Ермоген (Голубев), священник Борис Холчев был переведён в Ташкентский Успенский кафедральный собор.
7 октября 1955 году епископом Ермогеном пострижен в монашество с оставление прежнего имени, 26 ноября 1955 им же возведён в сан архимандрита и назначен настоятелем кафедрального собора. Рассматривался вопрос о возведении его в сан епископа, но светские власти не дали своего разрешения.
24 августа 1957 году освобождён от настоятельства (в связи с прогрессирующей слепотой), оставлен в составе соборного причта и назначен духовником епархии. Несмотря на болезни, служил до конца жизни, особенно торжественно — в дни памяти старца Нектария Оптинского, о. Алексия и о. Сергия Мечёвых. о. Борис Холчев вместе с о. Сергием участвовали в отпевании и погребении о. Нектария. Пользовался большим уважением прихожан.
По воспоминаниям современников, «у батюшки было глубокое понимание, природный дар постижения характера людей, он умел найти нужные слова, проникающие в душу человека. Не случайно ему было поручено крестить взрослых. Без предварительной глубокой беседы он этого никогда не делал. Даже случайные посетители после разговора с ним нередко укреплялись в вере и крестились». Его «Огласительные беседы с крещаемыми» были впервые опубликованы в 1991 году и с тех пор неоднократно переиздавались, оставаясь одним из самых популярных православных пособий по этому вопросу. Не признавал общей исповеди, поскольку при ней грех оставался на человеке, а сущность исповеди есть самопосрамление и страдание кающегося и сострадание к нему священника.

## Сбывшееся предсказание

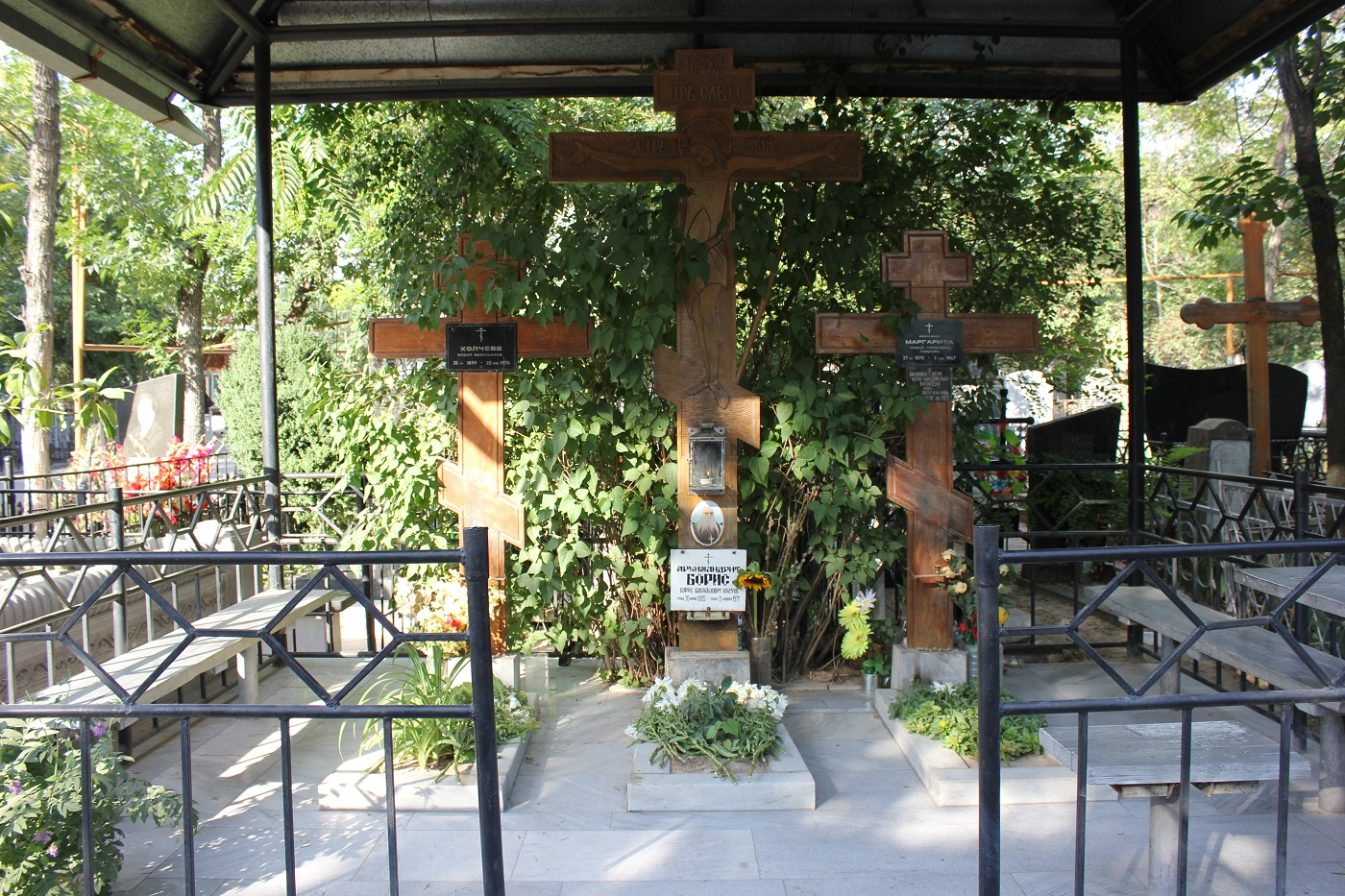
Место захоронения на Боткинском кладбище г. Ташкента

Протоиерей Александр Куликов (1933—2009), настоятель храма святителя Николая в Клённиках с 1990 года:

После перевода отца Бориса в Ташкент, а меня — на станцию Урсатьевскую недалеко от Ташкента я продолжал бывать у него: приезжая, переодевался в штатскую одежду и свободно ходил в храм на чудные богослужения епископа Ташкентского и Среднеазиатского Ермогена (Голубева) и отца Бориса. <…> Демобилизовавшись и уезжая домой, я благодарил батюшку за его отеческое отношение ко мне. При прощании отец Борис предсказал, что я буду служить в храме, где он сам служил с отцом Сергием Мечевым. Это теперь и исполнилось".

## Труды
- Огласительные беседы с крещаемыми Архивная копия от 27 сентября 2007 на Wayback Machine. Беседы о молитве Господней. М., 1991 (есть другие издания).
- О победе над грехом и смертью. М., 1996.
- Перед встречей с Господом. М., 1996.
- Духовное наследие архимандрита Бориса (Холчева). Проповеди, дневниковые записи, беседы и письма. М., 2006.